# Hypericum arenarioides
Hypericum arenarioides är en johannesörtsväxtart som beskrevs av Achille Richard. Hypericum arenarioides ingår i släktet johannesörter, och familjen johannesörtsväxter. Inga underarter finns listade i Catalogue of Life.